# كريستوف سيفكيس
كريستوف سيفكيس (بالألمانية: Christoph Siefkes)‏ (20 فبراير 1991 بديساو في ألمانيا - ) هو لاعب كرة قدم ألماني في مركز الهجوم. لعب مع كارل زايس يينا ونادي ماغديبورغ وBayer 04 Leverkusen II ‏ ونادي هالشر وFC Rapperswil-Jona ‏.

## روابط خارجية
- كريستوف سيفكيس على موقع قاعدة بيانات كرة القدم.إي يو (الإنجليزية)
- كريستوف سيفكيس على موقع بيانات كرة القدم. دي إي (الألمانية)